# Florian Węglowski
Florian Walenty Węglowski (ur. 13 lub 14 lutego 1888 w Rzeszowie, zm. 24 stycznia 1915 pod Rafajłową) – porucznik piechoty Legionów Polskich.

## Życiorys
Urodził się 13 lub 14 lutego 1888 w Rzeszowie jako syn Piotra Węglowskiego i Marianny z Krogulskich. Został absolwentem gimnazjum (seminarium nauczycielskie) w Rzeszowie oraz Akademii Handlowej w Krakowie. Ponadto odbywał studia ekonomii politycznej na uniwersytetach w Harmurgu w Londynie. Był zatrudniony w Banku Przemysłowym we Lwowie, Związku Ekonomicznym Kółek Rolniczych we Lwowie jako sekretarz, później w Towarzystwie Akcyjnym Eksploatacji Soli Potasowych „Kali” na stanowisku kierownika księgowości. eksploatującym sole potasowe. Był członkiem Polskiego Towarzystwa Gimnastycznego „Sokół”.
Po wybuchu I wojny światowej wraz z rzeszowskimi ochotnikami wstąpił do Legionów Polskich. Służył w 16 kompanii IV batalionu 2 pułku piechoty w składzie II Brygady, sprawując funkcję dowódcy plutonu. Został mianowany chorążym piechoty 29 września 1914, od końca tego miesiąca brał udział w kampanii karpackiej. Awansowany do stopnia podporucznika piechoty 22 listopada 1914, po czym został dowódcą 16 kompanii. Został awansowany do stopnia porucznika piechoty. Dowodząc oparciem szturmu odniósł rany w bitwie pod Rafajłową nocą 23/24 stycznia 1915, wskutek czego zmarł. Według relacji kpt. Antoniego Kamińskiego śmierć nastąpiła tuż po odniesieniu ran w czasie po północy 24 stycznia 1915; taką datę wskazał także oficjalny nekrolog z 1916 i relacja z pogrzebu; według innego źródła nie zmarł jednak podczas samej bitwy, lecz jeden lub dwa dni później na skutek odniesionych ran, zaś Muzeum Józefa Piłsudskiego w Sulejówku wskazało datę zgonu 25 stycznia 1915.
W 1916 szczątki Floriana Węglowskiego zostały ekshumowane, przewiezione do rodzinnego Rzeszowa i 30 stycznia 1916 pochowane na miejscowym cmentarzu.
Uchwałą Rady Miasta Rzeszowa na uroczystym posiedzeniu 23 lipca 1936 uczczono pamięć dziesięciorga ludzi Legionów Polskich, w tym Floriana Węglowskiego, nazywając nazwiskiem każdego z nich ulicę w mieście.

## Odznaczenia i ordery
- Krzyż Niepodległości (pośmiertnie)
- Krzyż Walecznych – czterokrotnie (pośmiertnie)